# A rajongó (televíziós sorozat)
A rajongó (eredeti cím: La fan) 2017-es amerikai telenovella, amelyet Angélica Vale alkotott. A főbb szerepekben Angélica Vale, Juan Pablo Espinosa, Miguel Varoni, Scarlet Ortiz és Ximena Duque látható.
Amerikában a Telemundo 2017. január 17-én, Magyarországon a Sony Max 2019. április 15-én mutatta be.

## Történet
Valentina Perez meglátja, hogy a híres telenovella színészt, Lucas Duartét egy kocsi el akarja gázolni. Mivel ő Lucas egyik legnagyobb rajongója egy vetődéssel megakadályozza a balesetet. Azonban a jelenet egy forgatás része lett volna, így Valentina tönkretette a stáb munkáját. Salma, a sorozat nő főszereplője kirúgatja Valentinát a munkahelyéről, a forgatáshoz közeli pizzériából. Miután Lucast lebuktatják a paparazzik a szeretőjével, Gabriel, Lucas menedzserre mindenképpen javítani szeretné a színész image-át, így az egyik rajongó együtt ebédelhet Lucasszal. Gabriel Valentinát választja ki közülük. Valentina hamarosan Lucas személyi asszisztense lesz, anélkül, hogy tudná, hogy Lucas volt a legjobb barátnője, Lucía nagy szerelme és Lucía fiának, Tomásnak az édesapja.
Lucas testvére, Carlos úgy dönt, hogy visszavonul a cégvezetéstől és helyét, lánya Adriana foglalja el. Erre a pozícióra a cég egyik alkalmazottjának, Benicionak is fáj a foga, de mivel ő nem családtag, így számára ez elérhetetlen. Kivéve, ha sikerül Adrianát feleségül venni. Ennek két akadálya is van. Az egyik, hogy Adriana megközelíthetetlen azután a csalódás után, amit volt vőlegénye okozott, aki, Felicitasszal, Adriana édesanyjával csalta meg őt. A másik, Adriana vonzódása Diego iránt.

## Szereplők

### Főszereplők
| Színész             | Szerep                             | Megjegyzés                                                                                           | Magyar hang          |
| ------------------- | ---------------------------------- | --- | -------------------- |
| Angélica Vale       | Valentina Pérez Gardiazabal        | Lucas rajongója és asszisztense, Tomás nevelőanyja, Valentina és Tito lánya, Quique testvére         | Zakariás Éva         |
| Juan Pablo Espinosa | Lucas Duarte                       | Színész, Carlos és Quique testvére, Tomás édesapja                                                   | Kis Horváth Zoltán   |
| Miguel Varoni       | Justin Case "Rendező"              | Rendező                                                                                              | Jakab Csaba          |
| Scarlet Ortiz       | Salma Beltrán                      | Színésznő, Rodrigo édesanyja, Lucas barátnője                                                        | Kisfalvi Krisztina   |
| Ximena Duque        | Adriana Zubizarreta                | Az Astilleros Zubizarreta elnöke, Carlos és Paloma lánya, Felicitas nevelt lánya, Miguel testvére    | Solecki Janka        |
| Jonathan Islas      | Diego Castro                       | Karbantartó az Astilleros Zubizarretánál, edző Tomás focicsapatánál, Eloísa 1. fia, Miguel testvére  | Gacsal Ádám          |
| Gabriel Porras      | Gabriel Bustamante                 | Lucas menedzsere                                                                                     | Sarádi Zsolt         |
| Omar Germenos       | Carlos Zubizarreta                 | Az Astilleros Zubizarreta (volt) elnöke, Lucas testvére, Felicitas férje, Adriana és Miguel édesapja | Dolmány Attila       |
| Gloria Peralta      | Eloísa Romero                      | Étteremtulajdonos, Diego és Miguel édesanyja, Lucas rajongója                                        | Bertalan Ágnes       |
| Elsy Reyes          | Felícitas                          | Festőművész, Carlos felesége, Adriana (nevelő)anyja, Paloma testvére                                 | Szórádi Erika        |
| Begoña Narváez      | Jessica González                   | Valentina barátnője, Lucas rajongója                                                                 | Vadász Bea           |
| Pablo Azar          | Benicio Torres                     | Adriana munkatársa, Ignacio fia                                                                      | Hám Bertalan         |
| Gabriel Rossi       | Miguel Castro                      | Eloísa és Carlos fia, Diego és Adriana testvére                                                      | Czető Roland         |
| Josette Vidal       | Miriam del Carmen Santos           | Valentina barátnője, Lucas rajongója                                                                 | Tamási Nikolett      |
| Ricardo Kleinbaum   | Enrique Julio Gardiazabal 'Quique' | Bűnöző, Roxana férje; Valentina, Carlos és Lucas testvére                                            | Pál Tamás            |
| Lorena de la Garza  | Natalia                            | Cseléd a Zubizarreta-házban                                                                          | Kiss Erika           |
| Gabriel Valenzuela  | Nicolás                            | Bűnöző, Rodrigo édesapja                                                                             | Dózsa Zoltán         |
| Silvana Arias       | Bárbara Blanco                     | Pascual lánya                                                                                        | Mezei Kitty          |
| Maritza Bustamante  | Lucía Hernández / Úrsula Molina    | Tomás édesanyja, Úrsula néven Pascual felesége                                                       | Illésy Éva           |
| Mario Espitia       | Agustín Peterlini                  | Színész                                                                                              | Markovics Tamás      |
| Freddy Florez       | Roberto 'Bob' Flores               | Jessica barátja                                                                                      | Németh Attila István |
| Roberto Plantier    | Dr. Damián Arévalo                 | Lucía bűntársa                                                                                       | Előd Álmos           |
| Fernando Pacanins   | Víctor Carrizo                     | Riporter                                                                                             | Petridisz Hrisztosz  |
| Lalo García         | Rodrigo Ernesto Gómez              | Salma és Nicolás fia, Tomás barátja                                                                  |                      |
| Emmanuel Pérez      | Tomás Hernández                    | Lucía és Lucas fia, Valentia fogadott fia                                                            | Pál Dániel Máté      |

### Mellékszereplők
| Színész             | Szerep                         | Megjegyzés                                  | Magyar hang        |
| ------------------- | ------------------------------ | ------------------------------------------- | ------------------ |
| Laura Flores        | Paloma                         | Felícitas testvére, Adriana édesanyja       | Orosz Anna         |
| Daniel Elbittar     | Leonardo Márquez               |                                             | Pálmai Szabolcs    |
| Catherine Siachoque | Isabel                         | Színésznő                                   | Farkasinszky Edit  |
| Lupita Ferrer       | Silvia                         | Lucas nagymamája                            | Menszátor Magdolna |
| Jorge Luis Pila     | El Tuerto                      | Lucas cellatársa                            |                    |
| David Chocarro      | Ricardo 'Richard' Ernesto      |                                             |                    |
| Ligia Petit         | Roxana                         | Enrique felesége, Lucas szeretője           | Bálint Adrienn     |
| Angélica María      | Valentina 'Mamita' Gardiazabal | Maffiafőnök, Quique és Valentina édesanyja  | Sági Tímea         |
| Adamari López       | Carmen Córdoba                 | A tv-csatorna tulajdonosa                   |                    |
| Wanda D’Isidoro     | Lupita                         | Színésznő                                   |                    |
| Laura Chimaras      | Renata Izaguirre               | VaLulocas-tag, Valentina és Lucas rajongója |                    |
| Eduardo Serrano     | Pascual Blanco                 | Bárbara édesapja, "Úrsula" férje            | Kertész Péter      |
| Sandra Destenave    | Dolores                        |                                             |                    |
| Fabián Ríos         | Guillermo 'Willy' Del Castillo | Adriana egyetemi csoporttárs                |                    |
| Henry Zakka         | Dr. Machado                    |                                             |                    |
| Fernanda Castillo   | La Parka                       | Valentina cellatársa                        |                    |
| Ahrid Hannaley      | Karina                         |                                             | Czető Zsanett      |
| Dad Dager           | Patricia                       | Gustavo édesanyja, Miguel szeretője         | Timkó Eszter       |

## Nemzetközi bemutató
| Ország                    | Csatorna  | Első rész         | Utolsó rész       | Megjegyzés                                                               |
| ------------------------- | --------- | ----------------- | ----------------- | ------------------------------------------------------------------------ |
| Amerikai Egyesült Államok | Telemundo | 2017. január 17.  | 2017. április 3.  | hétfő-péntek, 20:00                                                      |
| Mexikó                    | Gala TV   | 2017. január 17.  | 2017. április 17. | hétfő-péntek, 14:00 hétfő-péntek, 13:00, dupla részekkel (január 23-tól) |
| Magyarország              | Sony Max  | 2019. Április 15. | 2019. Október 4.  | Hétfő-Péntek 18:55                                                       |